# Бил Вукович
Уилям Джон „Бил“ Вукович (на английски: William John "Bill" Vukovich) е американски пилот от Формула 1. Той печели 500-те мили на Индианаполис през 1953 г. и 1954 г., плюс още две състезания от Националния шампионат на Американската автомобилна асоциация (ААА). Загива на пистата, докато е начело на 500-те мили на Индианаполис през 1955 г.

## Биография
Роден на 13 декември 1918 г. Първоначално се състезава с миниколи, като печели американския шампионат през 1945 и 1946 г. 
През 1950 г. за първи път участва в 500-те мили на Индианаполис, като печели състезанието през 1953 и 1954 г. Състезанието е част от Световния шампионат на Формула 1 от 1950 до 1960 г. и пилотите, които се състезават в Индианаполис през тези години, са признати за участници в Световния шампионат и получават точки за участията си. 
Вукович постига най-високо съотношение на направени най-бързи обиколки спрямо стартове в кариерата си във Формула 1. Той има само 5 участия, в три от които прави най-добрия тур на трасето, т.е. успеваемостта му е 60 %.
През 1955 г. Вукович отново се състезава в 500-те мили на Индианаполис. Загива във верижна катастрофа, докато води със 17 секунди преднина в 57-ата обиколка. Колата му излиза от втория завой, следвана от болидите на Роджър Уорд, Ал Келър и Джони Бойд, когато колата на Уорд удря външната стена и се преобръща, спирайки в средата на пистата в резултат на счупена ос. Келър завива в зелената площ в опит да избегне Уорд, при което губи контрол върху болида и се плъзга обратно на пистата, удряйки колата на Бойд и избутвайки я на пътя на Вукович. Колата на Вукович преминава през външната стена, завърта се няколко пъти във въздуха и се приземява върху група паркирани коли с главата надолу, избухвайки в пламъци. Вукович загива на място. Двама зрители в паркираните коли също са ранени.